# Chiangrai City FC
Der Chiang Rai City Football Club (thailändisch สโมสรฟุตบอลเชียงราย ซิตี้) ist ein thailändischer Fußballverein aus Chiangrai. Der Verein spielt in der Northern Region der dritten Liga.

## Vereinsgeschichte
Gegründet wurde der Verein im Jahre 2010. Er startet in der dritten Liga, in der Regional League Division 2. Hier spielte der Verein bis 2016 in der Northern Region. Die beste Platzierung war 2015 ein zweiter Platz. Nach der Ligareform 2017 spielte der Verein in der vierten Liga, der Thai League 4, hier trat man ebenfalls in der Northern Region an. Nachdem man 2017 den zweiten Platz belegt hatte, stieg man in die dritte Liga auf. Chiangrai spielte hier in der Upper-Region. Im ersten Jahr belegte man einen 12. Platz. 2020 wurde die Saison nach dem zweiten Spieltag wegen der COVID-19-Pandemie unterbrochen. Während der Unterbrechung wurde vom thailändischen Verband beschlossen, dass nach der Wiederaufnahme des Spielbetriebs die vierte- und die dritte Liga zusammengelegt werden. Es endstand die Thai League 3. Die Liga wurde in sechs Regionen aufgeteilt. Die vierte Liga wurde abgeschafft. Chiangrai spielte fortan in der Northern Region der dritten Liga.

## Stadion
Die Heimspiele trägt der Verein im Chiangrai Province Stadium (thailändisch สนามกีฬากลาง จ.เชียงราย หรือ สนามกีฬา อบจ. เชียงราย) in Chiangrai aus. Das Mehrzweckstadion hat ein Fassungsvermögen von 5000 Zuschauern. Eigentümer des Stadions ist die Stadt Chiangrai. 

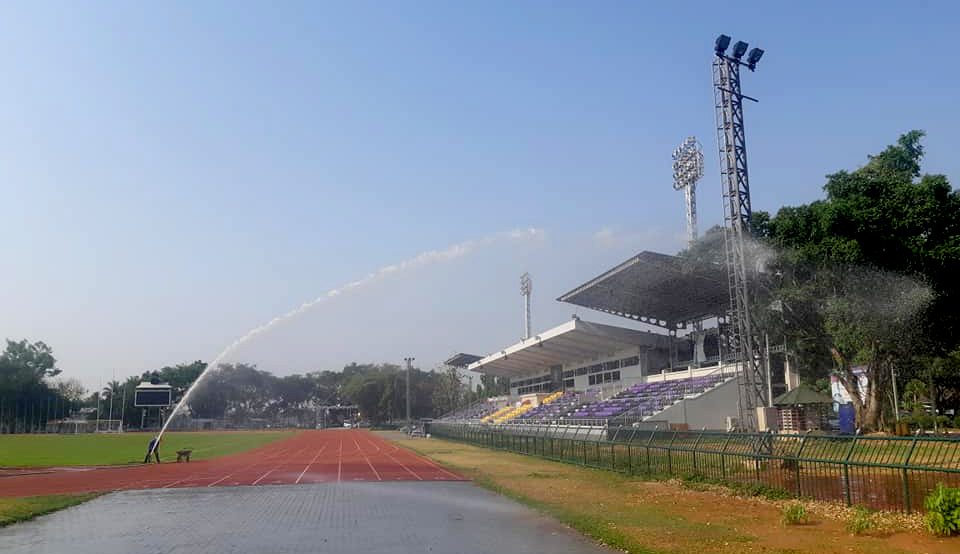
Chiangrai Province Stadium

### Spielstätten
| Saison         | Stadion                               | Standort                             | Kapazität | Eigentümer                                       | Koordinaten                      |
| -------------- | ------------------------------------- | ------------------------------------ | --------- | ------------------------------------------------ | -------------------------------- |
| 2010–2011      | Chiangrai Province Stadium            | Chiangrai, Provinz Chiangrai         | 5000      | Chiangrai Provincial Administrative Organization | 19° 54′ 47,9″ N, 99° 51′ 19,4″ O |
| 2012           | Chiangrai Rajabhat University Stadium | Chiangrai, Provinz Chiangrai         | N/A       | Chiangrai Rajabhat Universität                   | 19° 59′ 25,4″ N, 99° 50′ 58,9″ O |
| 2012–2017      | Chiangrai Province Stadium            | Chiangrai, Provinz Chiangrai         | 5000      | Chiangrai Provincial Administrative Organization | 19° 54′ 47,9″ N, 99° 51′ 19,4″ O |
| 2018           | Singha Stadium                        | Ban Du, Chiangrai, Provinz Chiangrai | 11.354    | Chiangrai United FC                              | 19° 57′ 25″ N, 99° 52′ 29″ O     |
| 2019 bis heute | Chiangrai Province Stadium            | Chiangrai, Provinz Chiangrai         | 5000      | Chiangrai Provincial Administrative Organization | 19° 54′ 47,9″ N, 99° 51′ 19,4″ O |

## Vereinserfolge
- Regional League Division 2 – North: 2015 (2. Platz)
- Thai League 4 – North: 2017 (2. Platz)  ▲

## Aktueller Kader
Stand: 1. Februar 2025
| Nr. |           | Position | Name                     |
| --- | --------- | -------- | ------------------------ |
| 1   | Thailand  | TW       | Nattawat Muen-in         |
| 2   | Korea Sud | MF       | Sim Seung-hyeon          |
| 3   | Korea Sud | AB       | Jung Seung-yeon          |
| 4   | Thailand  | AB       | Dachochai Juntaropasukul |
| 5   | Thailand  | MF       | Watthikorn Ketpear       |
| 7   | Thailand  | MF       | Wongwat Joroentaveesuk   |
| 9   | Thailand  | ST       | Nattapong Promsen        |
| 10  | Thailand  | MF       | Parisorn Phoson          |
| 11  | Thailand  | AB       | Saravut Maiwong          |
| 14  | Thailand  | MF       | Nontanat Chartwiang      |
| 17  | Thailand  | ST       | Sarayut Jaturapayasakung |
| 18  | Thailand  | TW       | Pipat Prakongpan         |

| Nr. |           | Position | Name                    |
| --- | --------- | -------- | ----------------------- |
| 19  | Thailand  | ST       | Suriphat Thansopa       |
| 20  | Korea Sud | ST       | Lee Gi-been             |
| 22  | Thailand  | MF       | Wichakorn Sribungrueang |
| 23  | Thailand  | MF       | Surawit Pongjai         |
| 29  | Thailand  | ST       | Kotchakan Thammasut     |
| 34  | Thailand  | AB       | Sirachat Chanthima      |
| 51  | Thailand  | ST       | Aekkaphod Khamna        |
| 55  | Thailand  | AB       | Wachirawit Kingkaew     |
| 59  | Thailand  | TW       | Apison Wanchlam         |
| 66  | Thailand  | ST       | Chinngoen Phutonyong    |
| 67  | Thailand  | MF       | Surawit Thanomsap       |

## Beste Torschützen ab 2017
| Saison  | Name                    | Tore |
| ------- | ----------------------- | ---- |
| 2017    | Maryson Jone dos Santos | 10   |
| 2018    | Kang Min-gu             | 8    |
| 2019    | Lenny Fernandas Coelho  |      |
| 2020/21 | Suriphat Thaensopha     | 7    |
| 2021/22 | Ryūji Hirota            | 6    |
| 2022/23 | Nattapong Promsen       | 7    |
| 2023/24 | Suriphat Thaensopa      | 8    |

## Saisonplatzierung
| Saison  | Liga                               | Liga  | Liga   | Liga | Liga | Liga | Liga  | Liga   | Liga     | Pokal    | Pokal                  | Pokal        |
| Saison  | Liga                               | Level | Spiele | S    | U    | N    | Tore  | Punkte | Position | FA Cup   | League Cup             | T3 Cup       |
| ------- | ---------------------------------- | ----- | ------ | ---- | ---- | ---- | ----- | ------ | -------- | -------- | ---------------------- | ------------ |
| 2010    | Regional League Division 2 – North | 3     | 30     | 8    | 4    | 18   | 43:64 | 28     | 11.      |          |                        |              |
| 2011    | Regional League Division 2 – East  | 3     | 30     | 10   | 7    | 13   | 35:44 | 37     | 11.      |          |                        |              |
| 2012    | Regional League Division 2 – East  | 3     | 34     | 3    | 6    | 25   | 34:72 | 15     | 17.      |          |                        |              |
| 2013    | Regional League Division 2 – East  | 3     | 30     | 11   | 8    | 11   | 32:32 | 41     | 10.      |          |                        |              |
| 2014    | Regional League Division 2 – East  | 3     | 26     | 14   | 5    | 7    | 52:31 | 47     | 5.       |          |                        |              |
| 2015    | Regional League Division 2 – East  | 3     | 26     | 14   | 9    | 3    | 53:22 | 51     | 2.       |          | 2. Runde               |              |
| 2016    | Regional League Division 2 – East  | 3     | 22     | 3    | 3    | 16   | 21:48 | 12     | 11.      |          |                        |              |
| 2017    | Thai League 4 – North              | 4     | 24     | 14   | 3    | 7    | 43:31 | 45     | 2. ▲     | 1. Runde | 1. Qualifikationsrunde |              |
| 2018    | Thai League 3 – Upper              | 3     | 26     | 5    | 11   | 10   | 25:34 | 26     | 12.      |          | Play-Off Qualifikation |              |
| 2019    | Thai League 3 – Upper              | 3     | 24     | 6    | 6    | 12   | 33:44 | 24     | 9.       | 1. Runde | 2. Qualifikationsrunde |              |
| 2020    | Thai League 3 – Upper              | 3     | 2      | 1    | 0    | 1    | 2:3   | 3      | 8.       |          |                        |              |
| 2020/21 | Thai League 3 – North              | 3     | 14     | 3    | 4    | 7    | 13:21 | 13     | 8.       | 2. Runde | –                      |              |
| 2021/22 | Thai League 3 – North              | 3     | 22     | 8    | 10   | 4    | 19:14 | 34     | 6.       | –        | –                      |              |
| 2022/23 | Thai League 3 – North              | 3     | 22     | 7    | 7    | 8    | 29:31 | 28     | 8.       | –        | –                      |              |
| 2023/24 | Thai League 3 – North              | 3     | 20     | 5    | 3    | 12   | 23:30 | 18     | 10.      | –        | –                      |              |
| 2024/25 | Thai League 3 – North              | 3     | 20     | 7    | 3    | 10   | 26:30 | 24     | 7.       | –        | –                      | Gruppenphase |

| Abbruch nach dem zweiten Spieltag aufgrund der COVID-19-Pandemie |

## Sponsoren
| Jahr | Ausrüster  | Trikotsponsor         |
| ---- | ---------- | --------------------- |
| 2013 | FBT        | Chang                 |
| 2014 | FBT        | Chang                 |
| 2015 | Warrix     | Chang                 |
| 2016 | Warrix     | Chang                 |
| 2017 | Kaka Sport | LEO / Bangkok Airways |
| 2018 | DEFFO      | LEO / Bangkok Airways |
| 2019 | DEFFO      | LEO / Bangkok Airways |
| 2020 | DEFFO      | LEO / BG              |
| 2021 |            |                       |